# ISO 3166-2:ZA
ISO 3166-2:ZA è uno standard ISO che definisce i codici geografici delle suddivisioni del Sudafrica; è un sottogruppo dello standard ISO 3166-2.
I codici, assegnati alle nove province del paese, sono formati da ZA- (sigla ISO 3166-1 alpha-2 dello stato), seguito da due lettere (tre per KwaZulu-Natal).

## Codici
| Codice | Provincia           |
| ------ | ------------------- |
| ZA-WC  | Capo Occidentale    |
| ZA-EC  | Capo Orientale      |
| ZA-NC  | Capo Settentrionale |
| ZA-GP  | Gauteng             |
| ZA-KZN | KwaZulu-Natal       |
| ZA-LP  | Limpopo             |
| ZA-MP  | Mpumalanga          |
| ZA-NW  | Nordovest           |
| ZA-FS  | Stato libero        |